# Microstate europene

Microstatele europene

Microstatele europene, sau ministatele, sunt șase state suverane de dimensiuni foarte mici de pe continentul European și insulele înconjurătoare. Microstatele sunt state independente (spre deosebire de „micronațiuni”, care nu sunt nici state, nici independente) cu o populație foarte mică sau o suprafață terestră redusă, dar de obicei amândouă caracteristicile sunt valabile.

## Microstate

### Andorra

Drapelul Andorrei.

Principatul Andorrei este o rămășiță feudală situată în Munții Pirinei, cu o suprafață de 468 km2 și o populație de aproximativ 70.000. După tradiție, Carol cel Mare a acordat populației Andorrei o cartă pentru lupta lor contra maurilor. Suveranitatea teritoriului a trecut la Contele de Urgell și ulterior la episcopul regiunii Urgell. În secolul al XI-lea a izbucnit un conflict între acesta și vecinul său francez de la nord, privind Andorra.
În anul 1278, conflictul a fost rezolvat prin semnarea unui document care recunoștea suveranitatea a două persoane asupra acestui teritoriu: contele de la Foix (al cărui titlu ulterior s-a transferat la șeful statului francez) și episcopul La Seu d'Urgell, din Catalonia. Această hotărâre a stabilit teritoriul principatului și structura sa politică. 
În anul 1993, Andorra a devenit membră a Organizației Națiunilor Unite.

### Liechtenstein

Drapelul Liechtensteinului.

Principatul Liechtenstein este singura formă de guvernare rămasă a Sfântului Imperiu Roman, fiind creat din județele Vaduz și Schellenberg în 1719 ca un feud suveran pentru bogata Casă Austriacă a Liechtensteinului. Are o suprafață de 190 km2 și o populație de peste 30.000. Datoriă poziției sale geografice dintre Elveția și Austria, nu a fost înghițită pe timpul reorganizării masive a Germaniei, ulterioară Revoluției Franceze, astfel evitând încorporarea sa în Imperiul German în secolul al XIX-lea. Liechtenstein urmează o politică de neutralitate și este una din puținele țări din lume care nu are armată. Populația țării se bucură de unul din cele mai înalte standarde de trai din lume; Prințul Liechtensteinului este al 6-lea cel mai bogat lider, cu o avere estimată la 5 miliarde de dolari.

### Malta

Drapelul Maltei.

Republica Malta este un arhipelag constituit din șapte insule și situat în centrul Mării Mediterane; are o suprafață de 316 km2 și o populație de 400.000, astfel având mai mulți locuitori decât alte non-microstate, notabil Islanda. Oamenii au ajuns prima dată în Malta prin anul 5200 î.e.n. din insula italiană apropiată, Sicilia.
Ordinul cavaleresc maltez, a fost alungat în 1798 din Malta prin Napoléon după aproape 270 de ani de domnie, urmând ca acesta să formeze în continuare în Roma cel mai mic stat din lume (cunoscut sub numele de Stăreția din Malta).
Malta a devenit independentă de Regatul Unit la 21 septembrie 1964, iar de la 1 mai 2004 este membră a Uniunii Europene.

### Monaco

Drapelul Monacoului.

Principatul Monaco, situat pe Riviera Franceză și condus de Casa Grimaldi din secolul al XIII-lea, a dobândit independență totală doar după cesiunea a regiunii înconjurătoare, Nisa, de la Piedmont până la Franța în 1860.
Monaco are deschidere la Marea Mediterană și este o prelungire a Alpilor Maritimi, cu altitudinea maximă de 162 m; are o suprafață de 1,95 km2 și o populație de aproximativ 35.000 - fiind, astfel, cel mai dens populat stat din lume. Este o monarhie constituțională condusă de Prinţul Albert al II-lea. Populație constă în 95% Romano-catolici, iar cele mai vorbite limbi sunt franceza, engleza și italiana.
Monaco nu are armată însă are pază de coastă cu 3 mici nave de patrulă fiecare dotate cu tunuri. Securitatea locală este asigurată de poliția ce este formată din 300-400 de femei și bărbați.

### San Marino

Drapelul San Marinoului.

Republica San Marino este ultimul supraviețuitor dintr-un număr mare de comune italiene auto-guvernatoare din Evul Mediu. A rezistat consolidarea Italiei în state teritoriale de mărimi medii în secolul al XV-lea și apoi Unificarea Italiei în secolul al XIX-lea, în mare parte datorită locației sale îndepărtate, într-o vale a Munților Apenini, și a deciziei sale de a oferi sanctuar liderilor mișcării unirficării.
Are o suprafață de 61 km2 și o populație de aproximativ 30.000. San Marino a devenit membru a Cosiliului Europei în 1988 și a Națiunilor Unite în 1992. Nu este, însă, membru al Uniunii Europene. Este cel mai vechi stat suveran și republică constituțională din lume, fiind fondat la 3 septembrie 301.

### Vatican

Drapelul Vaticanului

Statul Vatican este ultimul din fostele State Papale, situat în centrul Italiei și condus direct de Papa de la Roma. După Unificarea Italiei din secolul al XIX-lea, Statele Papale au devenit formal parte din Regatul Italiei, dar Vaticanul a disputat aceste cereri a autorității geografice, iar papalitatea a continuat să-și exercite controlul politic asupra unei suprafețe ce înconjoară Biserica Sfântul Petru din Roma.
Vaticanul a fost stabilit ca stat suveran de Tratatul de la Lateran din 1929 dintre Biserica Catolică și Regatul Italiei, în care papa a recunoscut statul italian în schimbul stabilirii confesiunii catolice ca religie oficială și recunoașterii suveranității sale asupra unui microstat localizat întru totul în orașul Roma.
Populația Vaticanului este între 600 și 700 de oameni, iar suprafața este de 0,44 km2.

## Politici economice și relații cu Uniunea Europeană
Microstatele europene sunt toate de mărime și populație limitată și au, astfel, resurse naturale limitate. Ca rezultat, ele au adoptat politici economice speciale, implicând nivele scăzute de taxe și restricții puține privind investiții financiare externe. Malta este membră pe deplin a Uniunii Europene, pe când celelalte cinci microstate au obținut relații speciale cu Uniunea. Multe din microstate au intrat, de asemenea, într-o uniune de schimb cu vecinii lor mai mari pentru a-și îmbunătăți situația economică (Vaticanul și San Marino cu Italia, Liechtenstein cu Elveția și Monaco cu Franța).

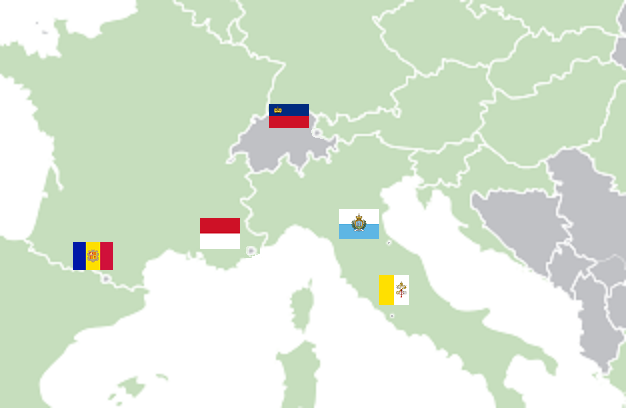
Cele 5 microstate şi U.E.

San Marino, Monaco și Vaticanul folosesc bancnota euro și li s-a dat dreptul de a-și bate monezile euro, în număr limitat. Li s-a permis acest lucru deoarece au folosit sau au avut legătură cu fostele valute europene și toate au graniţe deschise. Andorra folosește și ea euro și negociază, în prezent, cu U.E. să i se acorde dreptul de a-și bate propriile monezi. Acest fapt este stabilit pentru 2009.
| Stat          | SEE | Schengen                     | Euro                | Schimb vamal | Zonă TVA  |
| ------------- | --- | ---------------------------- | ------------------- | ------------ | --------- |
| Andorra       | Nu  | Păstrează ceva control       | Fără permisiune     | Din 1991     | Nu        |
| Liechtenstein | Da  | Semnatar                     | Folosește CHF       | Niciunul     | Nu        |
| Monaco        | Nu  | Cu Franța                    | Da, își bate singur | Cu Franța    | Cu Franța |
| San Marino    | Nu  | Graniță deschisă             | Da, își bate singur | Din 2002     | Nu        |
| Vatican       | Nu  | Graniță deschisă & consideră | Da, își bate singur | Niciunul     | Nu        |

## Dependențe
Pe când microstatele au suveranitate aupra propriului teritoriu, există și un număr de teritorii autonome mici, care, deși au (în aproape toate cazurile) propriul lor guvern independent, ramură executivă, legislatură, judiciar, poliție și alte organe tipice statelor independente, sunt sub suveranitatea altui stat sau monarhie.
- Akrotiri și Dhekelia (Teritorii britanice de peste mări, Regatul Unit).
- Insulele Åland (provincie autonomă, Finlanda).
- Insulele Feroe (teritoriu extern, Danemarca).
- Gibraltar (Teritoriu britanic de peste mări, Regatul Unit).
- Insula Man (Dependențele coroanei britanice).
- Guernsey (Dependențele coroanei britanice), una din Insulele Canalului și include Alderney, Herm și Sark.
- Jersey (Dependențele coroanei britanice), una din Insulele Canalului Mânecii.
- Muntele Athos sau Statul Autonom Monastic al Muntelui Sfânt (stat autonom monastic, Grecia).

## Alte entități
- Sfântul Scaun este o entitate suverană unică, distinctă de Vatican prin legea internațională, cu Papa fiind capul amândurora, menținând relații diplomatice și oficiale cu peste 170 de state și entități și participând în diferite organizații internaționale, fie în propria capacitate, fie în numele Vaticanului.
- Suveranitatea insulei artificiale Sealand de pe coasta Regatului Unit este controversată. Și-a declarat independența în anii 1960, dar nu a dobândit recunoaștere clară a altor națiuni sau organizații internaționale.
- Deși teritoriul municipiului Vevčani este sub suveranitatea Republicii Macedonia fără autonomie mai mare, i se atribuie numele de Republica Vevčani în cultura populară. Acest municipiu-micronațiune a fost format în 1995, după reformarea diviziunilor administrative în Macedonia, ca rezultat a împărțirii fostul municipiu Struga. Comunei și suprafeții înconjurătoare li s-au dat statutul de municipalitate datorită specialității culturale, etnice și geografice. Deși Struga a returnat mare parte din fostul său teritoriu după altă reformă în 2004, Vevčani și-a păstrat existența. Primarul municipiului are titlul de președinte printre cetățenii teritoriului. Are propria valută Licnik (folosit ca suvenir) și pașaport (folosit pentru Carnavalul Vevčani).

### Ordinul Suveran al Cavalerilor de Malta

Drapelul Ordinului Suveran al Cavalerilor de Malta.

Ordinul Suveran al Cavalerilor de Malta este un ordin catolic, o entitate suverană sub legea internațională și are statut permanent de observator la Națiunile Unite. Ordinul este succesorul direct a Cavalerilor capelani medievali, cunoscuți și sub numele de Cavalerii Maltei, iar în prezent lucrează ca o organizație caritabilă și ceremonială. Este un exemplu tradițional de entitate suverană care nu este stat. Sediilor sale centrale din Roma li se oferă extrateritorialitate de către Italia; sediile istorice sunt pe Malta, în Fortul Sfântului Angelo. Spre deosebire de Sfântul Scaun, care este suveran asupra Vaticanului, O.S.C.M. nu are alt teritoriu suveran, dar are relații diplomatice, printre care și ambasade, cu 100 de state și este în relație mai mult informală cu alte cinci. Își fabrică propriile ștampile, monezi, pașapoarte și plăcuțe de înmatriculare, și are propria sa armată.

## Teritorii mici istorice
Războaiele Revoluției Franceze și Războaiele napoleoniene au cauzat retragerea hărții europene de mai multe ori. Au fost create câteva republici cu viață scurtă, iar căderea Sfântului Imperiu Roman a dat suvernaitate la fiecare din statele sale componente care supraviețuiseră. Situația nu a fost stabilizată decât după Congresul de la Viena din 1815. Ulterior Primului Război Mondial și celui de-al Doilea Război Mondial, multe teritorii au primit statut temporar de zone internaționale, protectorate sau teritorii ocupate. Câteva din ele sunt menționate mai jos:
- Couto Mixto, ?-1864
- Gersau, secolul al XIV-lea-1798
- Republica Ragusa, sec. al XIV-lea-1808 (acum Dubrovnik)
- Cospaia, 1440–1826
- Orașul Liber Cracovia, 1815–1846 (acum Cracovia)
- Moresnetul neutru, 1816–1919
- Regatul Tavolara, 1836-1962 (acum inclusă în Italia)
- Orașul Liber Danzig, 1920–1939 (acum Gdańsk)
- Statul Liber Fiume, 1920–1924 (acum Rijeka)
- Saar, 1945–1956
- Teritoriul Liber Triest, 1947–1954 (acum Triest)
- Republica Cruşova, 2-12 august 1903, Crușova